# 가오슝 은행

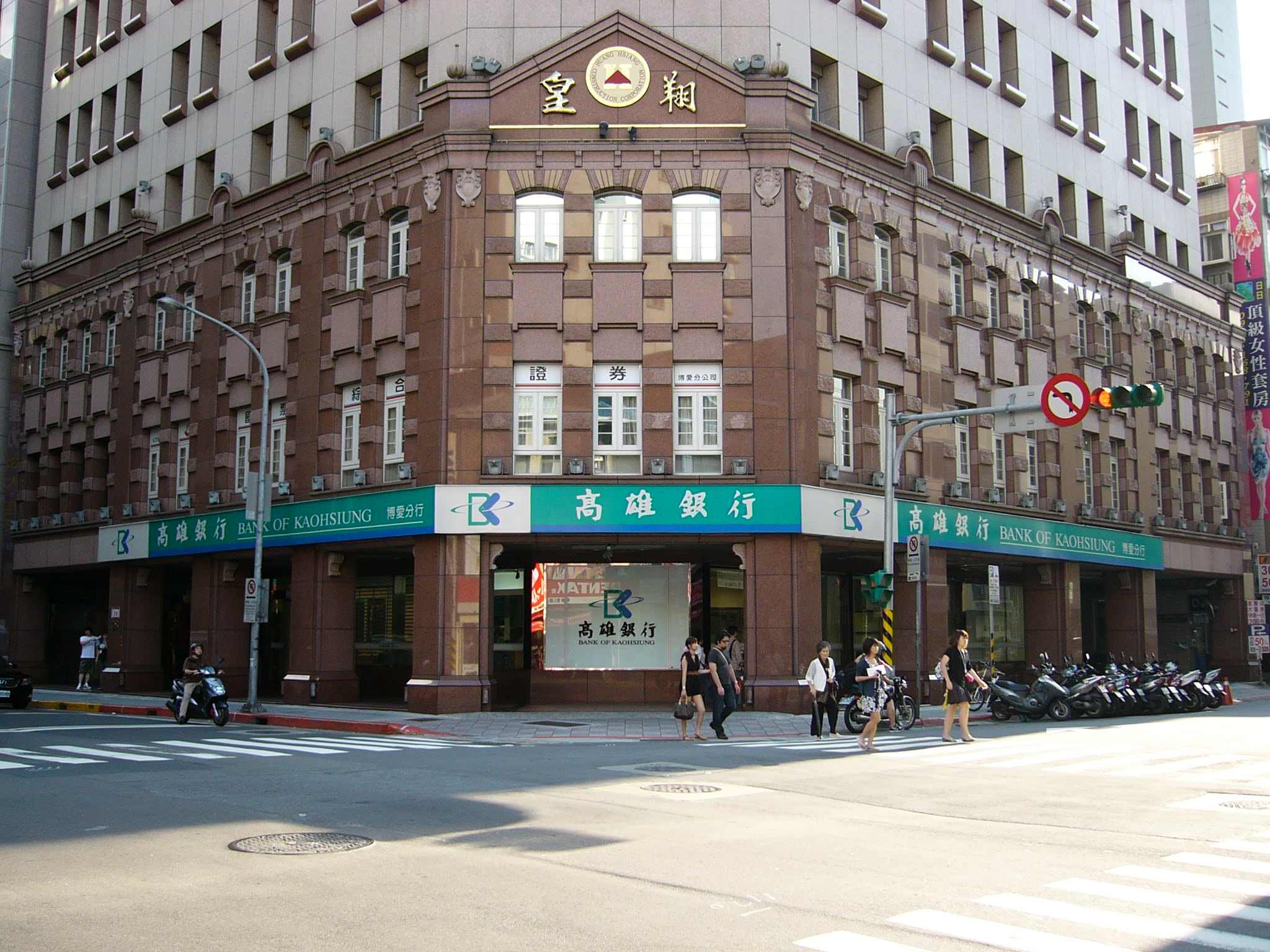
타이페이시의 가오슝 은행

가오슝 은행(Bank of Kaohsiung, BOK, 중국어 번체: 高雄銀行, 중국어 간체: 高雄银行, 병음: Gāoxióng Yínháng, Wade–Giles: Kao1-hsiung2 Yin2-hang2)은 대만 가오슝시 쭤잉구에 본사를 둔 공공 은행이다.

## 역사
이 은행은 1982년 1월 13일에 설립되었다.

## 조직구조
- 신용관리부
- 리스크관리부서
- 경영관리부
- 재무부
- 법무부서
- 행정관리부
- 인사부
- IT 부서
- 지방 재무부
- 금융시장부
- 역외 금융 부문
- 국제금융부
- 신탁부서
- 자산관리부

## 같이 보기
- 대만의 은행 목록
- 대만의 기업 목록